# Couvent des Capucins de Salzbourg
Pour les articles homonymes, voir Couvent des Capucins.
Le couvent des Capucins de Salzbourg (Kapuzinerkloster Salzburg) est un couvent de frères mineurs capucins situé sur le Kapuzinerberg de Salzbourg en Autriche. L'ensemble fait partie de la liste du patrimoine mondial de l'Unesco

## Historique
C'est en 1596 que le prince-archevêque de Salzbourg, Wolf Dietrich de Raitenau, appelle les capucins à Salzbourg qui s'installent à l'emplacement de l'ancienne forteresse du Trompeterschlössl. Le couvent est agrandi en 1620. Il sert de couvent d'études pour les novices à partir de 1668 et il est encore agrandi en 1690, atteignant sa forme actuelle avec deux cours intérieures. Il dépend directement du Saint Siège. Les capucins connaissent une période d'opposition de la part du  prince-archevêque Hieronymus von Colloredo-Mannsfeld à la fin du XVIIIe siècle.
En 1810-1811, le couvent est vandalisé par les troupes de l'armée napoléonienne, le cloître sert de carrière de chevaux. En 1813, c'est au tour des troupes de l'armée bavaroise d'envahir le couvent pendant treize semaines. Les capucins trouvent refuge chez les franciscains.
L'époque nationale-socialiste, après l'Anschluss, est encore plus difficile. Le gauleiter décide de détruire le couvent et son église pour construire un nouveau forum. Les capucins sont expulsés à Maria Plain. Les plans  des autorités locales ne sont finalement pas réalisés et les frères mineurs capucins retrouvent leur couvent en 1945. Les bâtiments, y compris l'église, sont alors ouverts aux personnes déplacées réfugiées.
La dernière campagne de restauration a lieu en 1980-1983. C'est à cette occasion qu'est découvert le portail du Trompeterschlössl qui est restauré. Le couvent sert depuis 1998 de noviciat pour les frères de l'ordre de l'espace germanophone.
Pendant ses trois jours de visite à Salzbourg en 1988, le pape Jean-Paul II a habité au couvent.

## Illustrations

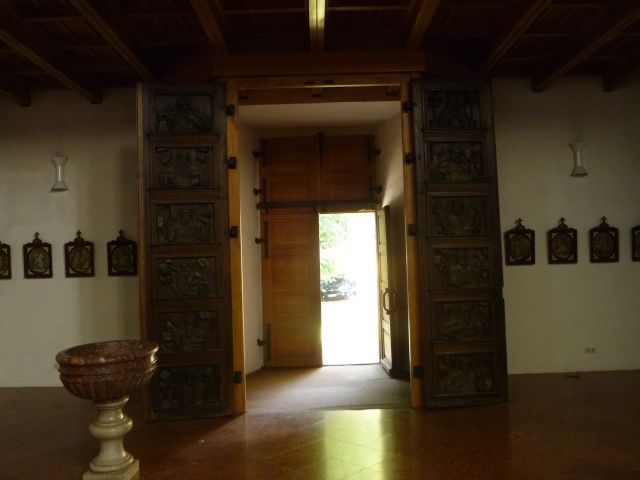
Bas-reliefs de la porte de chêne
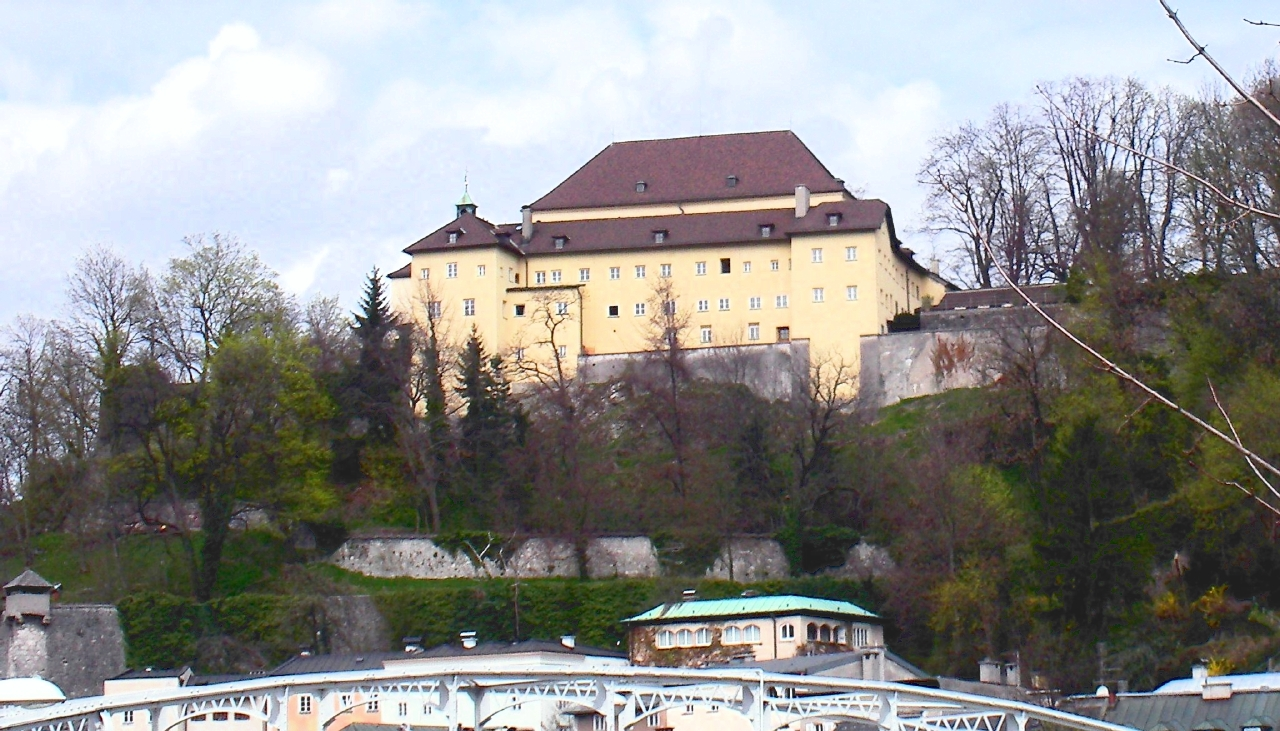
Façade du couvent donnant sur la ville
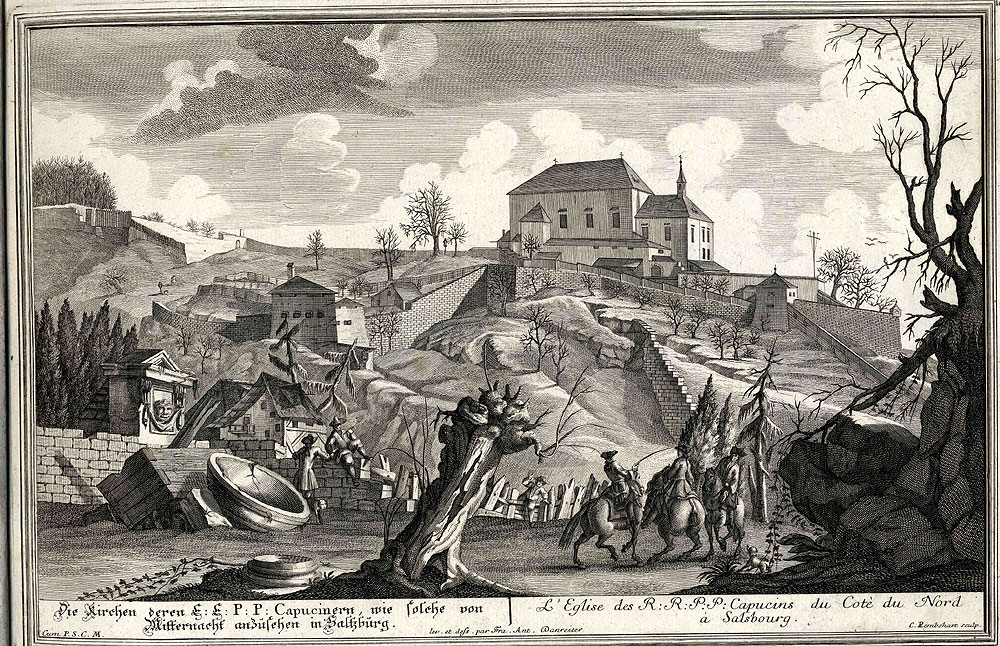
Le couvent au début du XVIIIe siècle
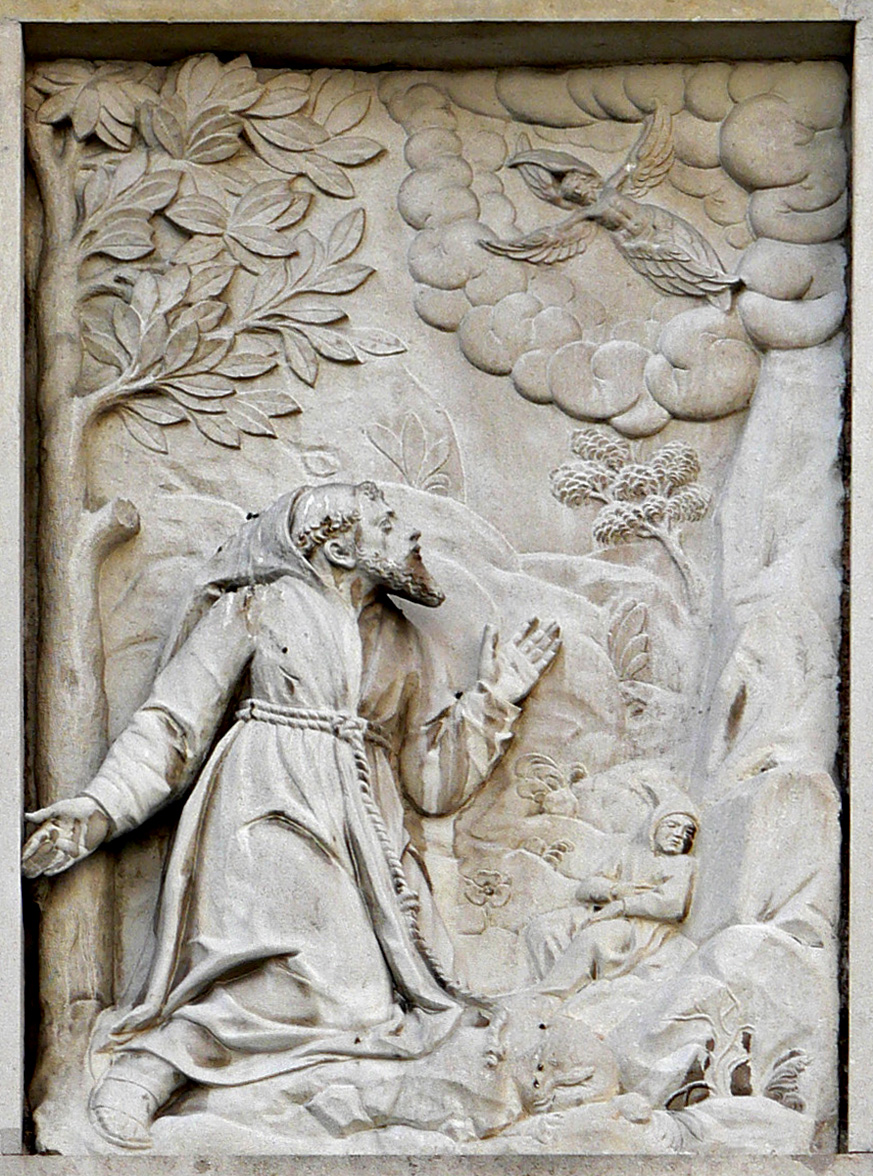
L'un des dix bas-reliefs de la porte de chêne, représentant saint François d'Assise recevant les stigmates.

## Église conventuelle

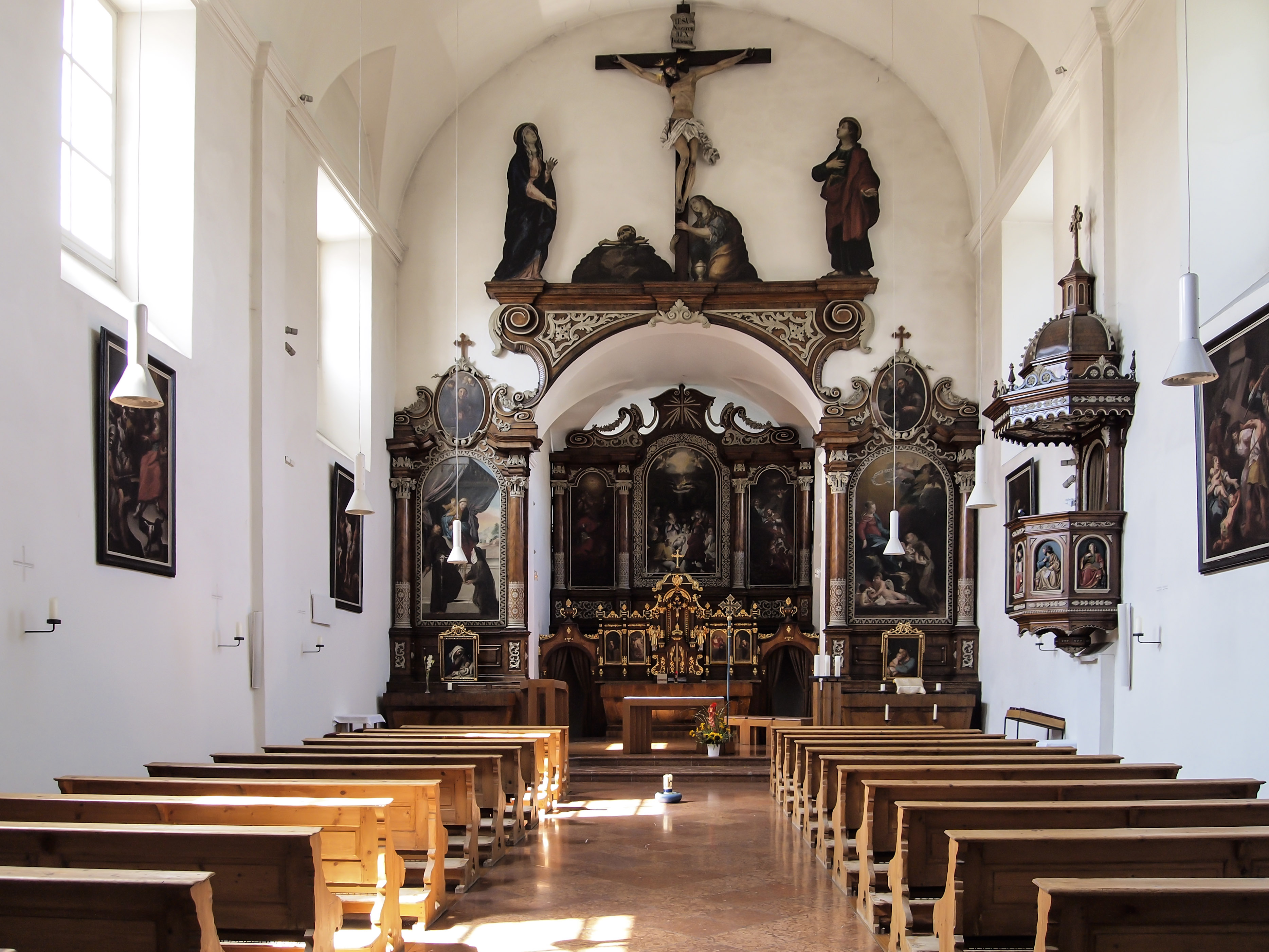
Intérieur de l'église conventuelle

L'église, consacrée en 1602, est placée sous le vocable de saint François d'Assise et de saint Bonaventure. On remarque dix bas-reliefs à l'intérieur remontant à 1490. Ils décorent l'entourage de la porte de chêne et se trouvaient dans l'ancienne cathédrale romane de Salzbourg. Le plus célèbre représente saint François d'Assise recevant les stigmates.

## Source
- (de) Cet article est partiellement ou en totalité issu de l’article de Wikipédia en allemand intitulé « Kapuzinerkloster Salzburg » (voir la liste des auteurs).